# 유숭 (임성절왕)
임성절왕 유숭(任城節王 劉崇, ? ~ 151년)은 후한 후기의 황족이다.

## 생애
영녕 13년(120년), 아버지 정왕의 뒤를 이어 임성왕에 봉해졌다.
순제 때 강이 난리를 일으키니, 유숭은 군자금을 조정에 바쳤다. 순제가 붕어하였을 때 다시 3백만 전을 장례 비용으로 바치니, 조정에서는 유숭의 뜻을 가상하게 여기고 차마 받지 못하였다.
원가 원년(151년)에 죽어 시호를 효라 하였고, 아들이 없어 봉국은 폐지되었다.

## 출전
- 범엽, 《후한서》 권7 효환기·권42 광무십왕열전

| 선대 아버지 임성정왕 유안 | 후한의 임성왕 120년 - 151년 윤월 경오일 | 후대 (10년 후) 유박 |